# Чески Дуб
Чески Дуб (чеськ. Český Dub; нім. Böhmisch Aicha) — місто на півночі Чехії, в окрузі Ліберець Ліберецького краю.
Розташоване за 12 км на південь від міста Ліберець, на висоті 325 м над рівнем моря. Через місто протікають струмки Єштєдка та Рашовка.

## Історія

### Створення

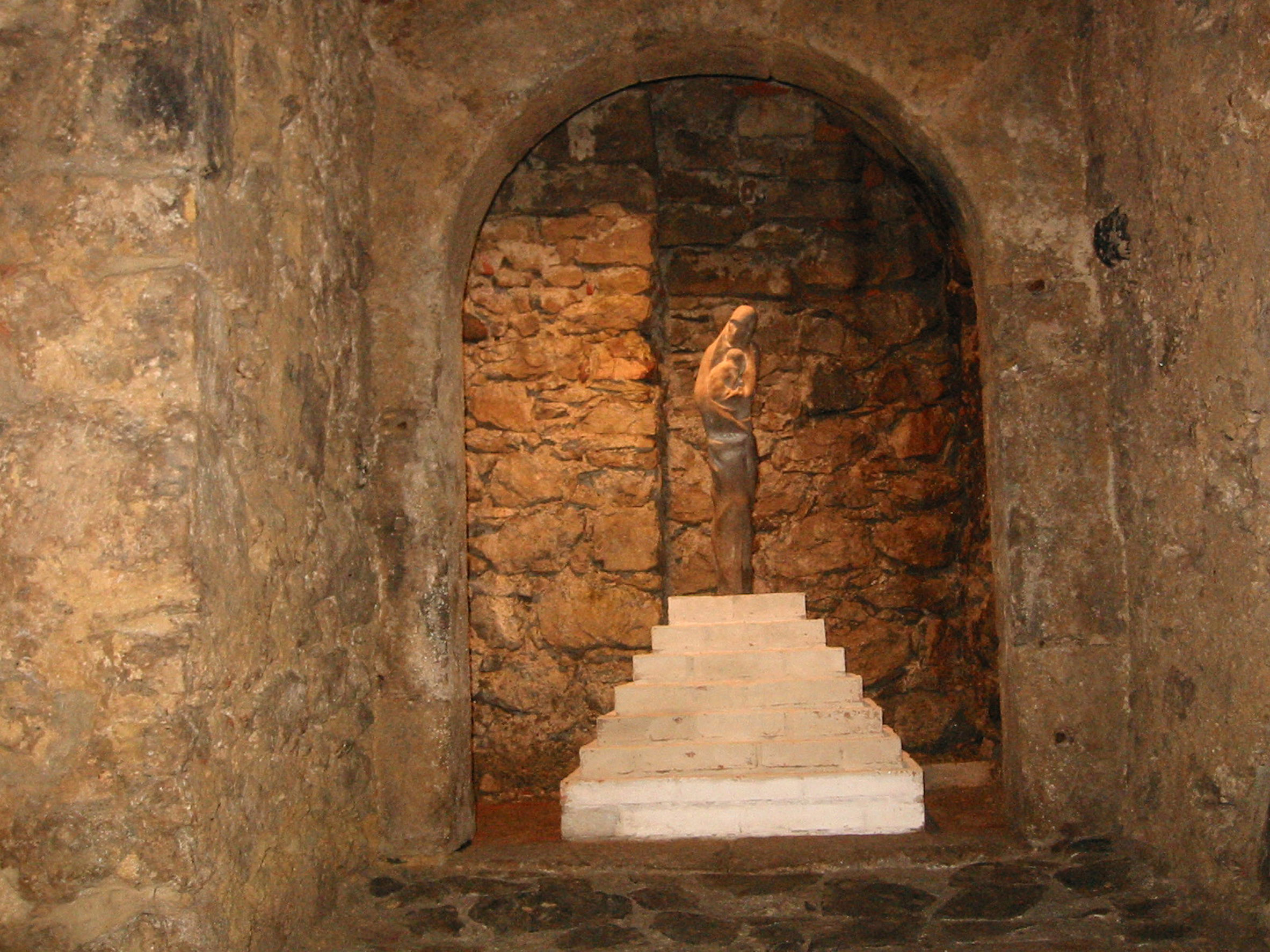
Приміщення коменди (тобто укріпленого монастиря) госпітальєрів

Місто було створене як ринкове поселення на пагорбі, оточеному парою струмків, у римський період. Перша згадка про це місце є у грамоті 1115, у якій князь Владислав I вручає кладрубському монастирю бенедиктинців територію "у Владиславиці від річки Могелки до дуба". Однак припущення, що це стосується поселення Дуб, не підтверджене. 
Перша дійсна згадка походить з 1291, коли краківський єпископ Павел дарував індульгенції всім особам, які відвідали костели, що належать до ордену Святого Іоана. 
Власником цього регіону стала сім'я Марквартіце в 1237 році, яка щедро підтримала Орден Святого Іоанна (госпітальєри). Гавел І Лемберкський та його дружина Здіслава (згодом канонізована) часто вважаються засновниками йоанітської коменди, однак можливо її заснував їх син Гавел II. Місто, що постало навколо монастиря, називалось Свєтла, але поступово воно, ймовірно, перейняло назву старішого поселення, тобто Дуб. Село отримало свою емблему — зелений дуб на срібному полі — десь до 1349.

### XV — XVII століття

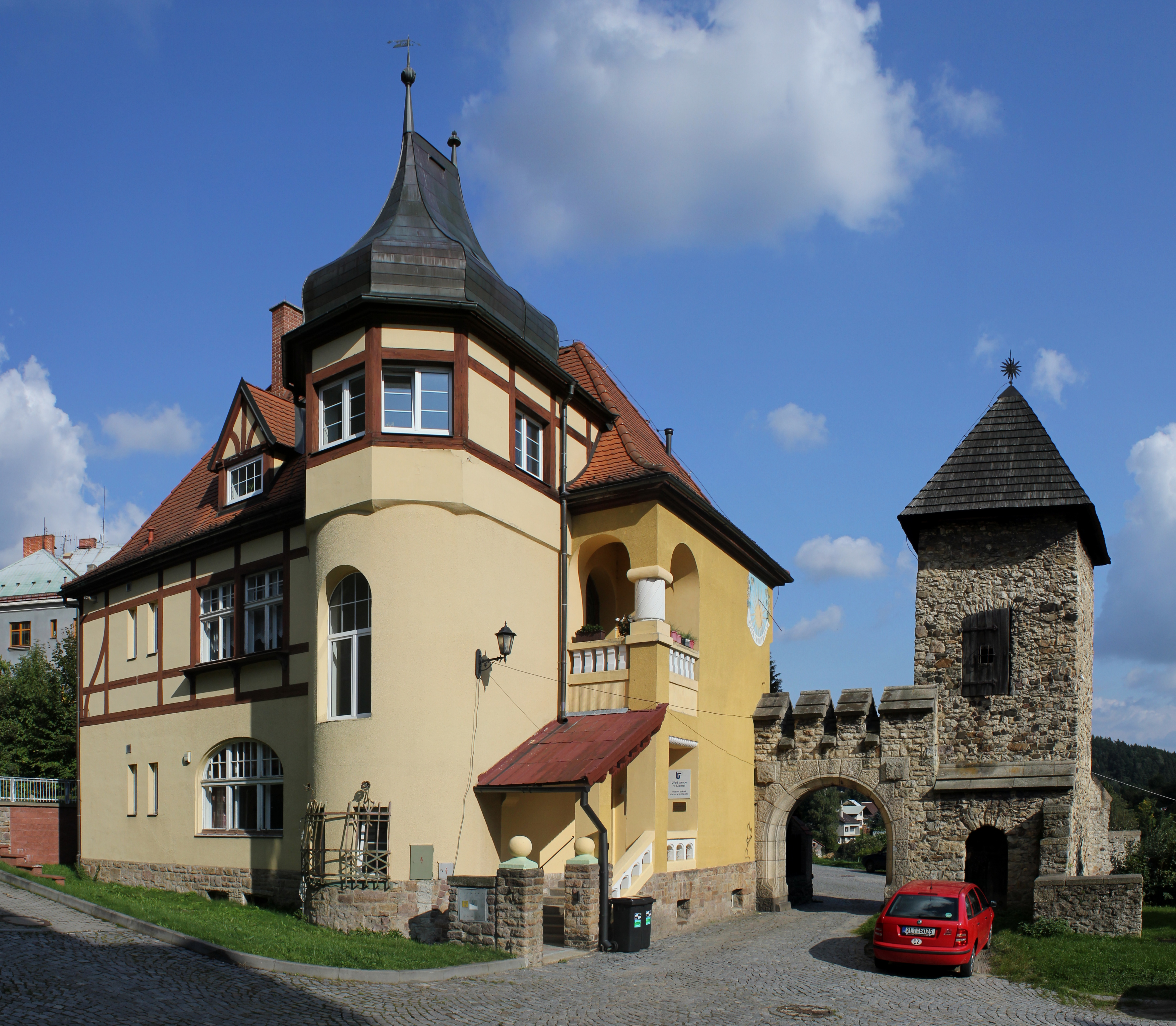
Залишки міських укріплень

В XV столітті замок і місто стали оплотом гуситів. У червні 1425 осиротіла армія Яна Чапека зі Сан зайняла замок у Дубі. Хоча коменда згоріла під час нападу, але була відремонтована. 
Після битви при Ліпанах католицький шляхтич Георгій з Дуба зайняв місто, а у 1435 Ян Чапек знову перехопив владу. Цю владу визнав імператор Сигізмунд.
Під час правління Їржі Подебрадського околиці були піддані набігам лужицьких військ. Зокрема у 1468 вони спалили місто. 
Наприкінці XV століття Дуб належав родині Вартемберків. Їхнє управління означало період економічного розвитку для Дуба; проведена реконструкція костелу св. Духа і замку.

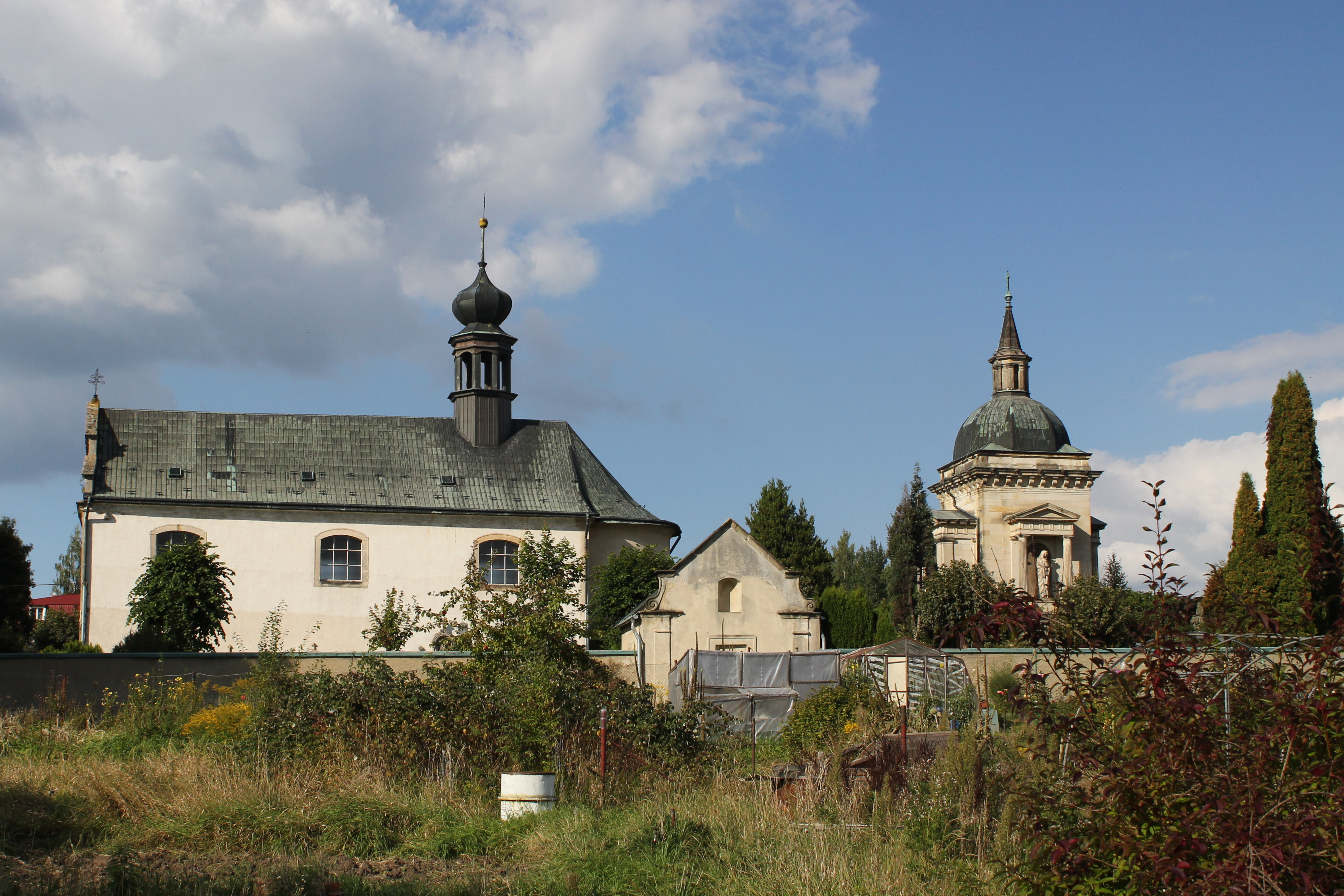
Костел Святої Трійці та гробівець родини Шміттів

В 1552 місто придбав сілезький шляхтич Ян з Опршторфу. Розвиток міста продовжувався, воно отримало право пивоваріння. Збудовано ратушу і замок перебудований у ренесансному стилі. В 1591 місто купив Зікмунд Сміржицький. Коли сім'ї Сміржицьких довелося покинути країну після битви на Білій Горі, Дуб перейшов до володінь Альбрехта Валленштейн.
Під час Тридцятилітньої війни Дуб користувався відносним миром і виробляв одяг та сукно для імператорської армії. Після смерті герцога Альбрехта ситуація змінилася, у 1634 Дуб зайняли імперські війська. В місті сталась сильна пожежа. У 1635 власником міста стає граф Ян Людвік Ізолані, а по його смерті маєток переходить у спадок його дочкам. Одна з них вступила до монастиря августинок і місто Дуб стало власністю цього монастиря.
Місто вкотре постраждало від пожежі у 1694, яка знищила чимало цінних будинків. За часів Марії Терезії місто постраждало від прусських вторгнень (1741, 1742, 1744 та 1757). Йосиф II скасував монастир Августинців у 1782. Таким чином Дуб перейшов у володіння держви.

### ХІХ і ХХ століття

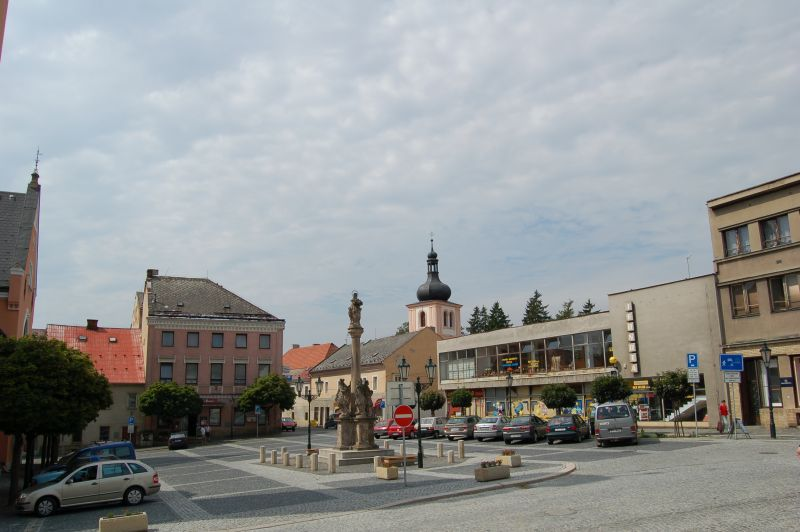
Площа Б. Сметани з вежею костелу Зіслання Св. Духа та Маріанською колоною

На початку XIX століття ратушу реконструювали, а каплиця св. Яна була перебудована під лікарню. У другій половині століття бурхливо розвивається текстильна промисловість. Перша текстильна компанія була заснована тут у 1802 році братами Слук. 
У 1858 спалахнула катастрофічна пожежа, яка знищила більшу половину міста. Зруйнований замок так і не відбудували (від нього дотепер лишились руїни). 
Через рік після цієї події композитор Бедржіх Сметана вперше відвідав Чеський Дуб, відвідав матір та сестер, які тут мешкали. У 1850-х роках почала відвідувати цей край Йоганна Мужакова-Роттова, більш відома як Кароліна Светла. 
У 1938—1945 місто було окуповане Німеччиною.

## Пам'ятки

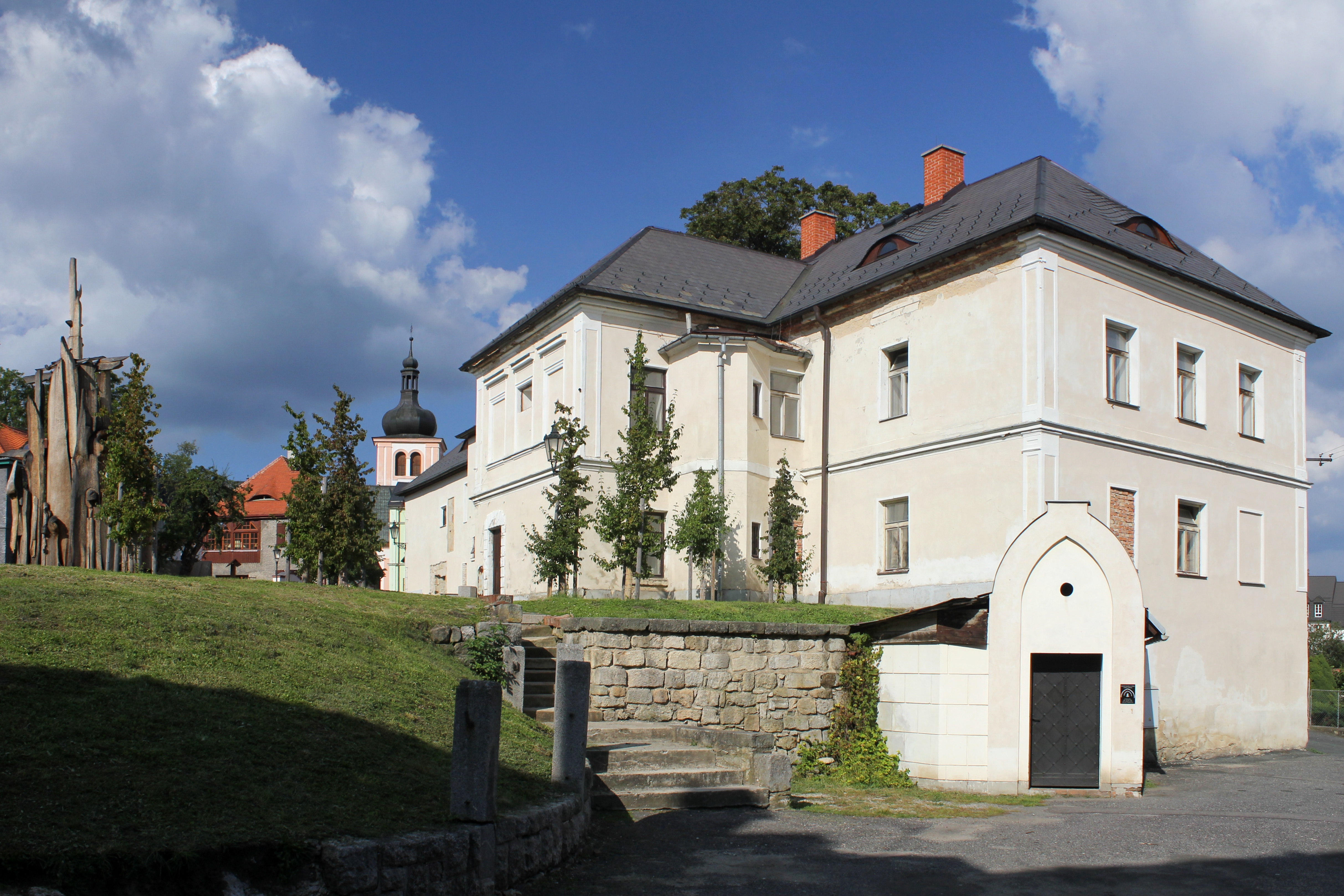
Будинок біля Коменди Св. Іоана

- Замок — спочатку це була коменда Св. Іоана (орден госпітальєрів) ХІІІ століття, перебудована у 1552 на замок, а в 1858 майже знищена вогнем. У 1906—1909 було відновлено лише його східне крило підприємцем Шміттом.
- Костел Зіслання Святого Духа
- Костел Пресвятої Трійці (1590), це однонефна споруда раннього бароко з інтер’єром початку XVII століття.
- Залишки міських укріплень з XV століття.
- Ратуша була побудована в 1565, перебудовувалась кілька разів, останній раз — у в 1907.
- Маріанська колона зі статуями св.Флоріана, Яна Непомуцького, Франтішека Салеського і св. Роха з 1723 як нагадування про попередні епідемії чуми.
- Замок Шмітта в неокласичному стилі був побудований в 1874, має цінний інтер’єр з ліпниною та дерев’яними панелями і оточений парком кінця ХІХ століття.
- Подєштєдський музей почав діяти у колишній віллі Блашке у 1946. У його колекції предмети, пов'язані з життя Кароліни Светли, унікальний готичний кабінет, прикрашений трафаретним розписом та графічний кабінет місцевого жителя Петра Діллінгера. Окрему виставку складають приміщення монастиря Йоанітів.

## Особистості
- Густав Бідерман (1815—1890) — лікар і філософ
- Франтішек Ксавер Йозеф Бенеш (1819—1888) — археолог
- Франц Шмітт (1816—1883) — виробник текстилю
- Томаш Едель (1951—2010) — директор музею та першовідкривач коменди Св. Іоана